# Scotozous dormeri
Scotozous dormeri — вид рукокрилих, родини Лиликові.

## Поширення
Країни поширення: Бангладеш, Індія, Пакистан. Він був записаний від рівня моря до висоти 2000 м над рівнем моря. Цей вид живе в сухому кліматі і поблизу людського житла в сільських і міських ландшафтах. 

## Морфологія
Морфометрія. Довжина голови й тіла: 52 мм, хвіст довжиною 35—38 мм, довжина передпліччя: 34—36 мм.
Опис. Верх тіла побитий сивиною, низ блідий сірувато-білий.  

## Поведінка
Лаштує сідала в тріщинах, щілинах, отворах у старих храмах, старих закинутих будівлях та гробницях і в отворах великих дерев колоніями з 2-24 осіб. Виліта на полювання пізно, полює близько до місць спочинку, літає з постійною швидкістю. Раціон змінюється сезонно. Харчуються жуками, молями, кониками, цвіркунами в зимовий період, крилатими термітами, жуками, молями, прямокрилими, перетинчастокрилими влітку і термітами, жуками, метеликами, прямокрилими і перетинчастокрилими в сезон мусонів; харчується сільськогосподарськими комахами-шкідниками. Цей вид здається, розмножуються майже цілий рік. 

## Загрози та охорона
У цілому немає серйозних загроз для цього виду. Оскільки цей вид харчуються шкідники сільського господарства населення може знижуватися в частинах ареалу через використання хімічних пестицидів. Вид був записаний в охоронних територіях в Індії. 